# エスゴス

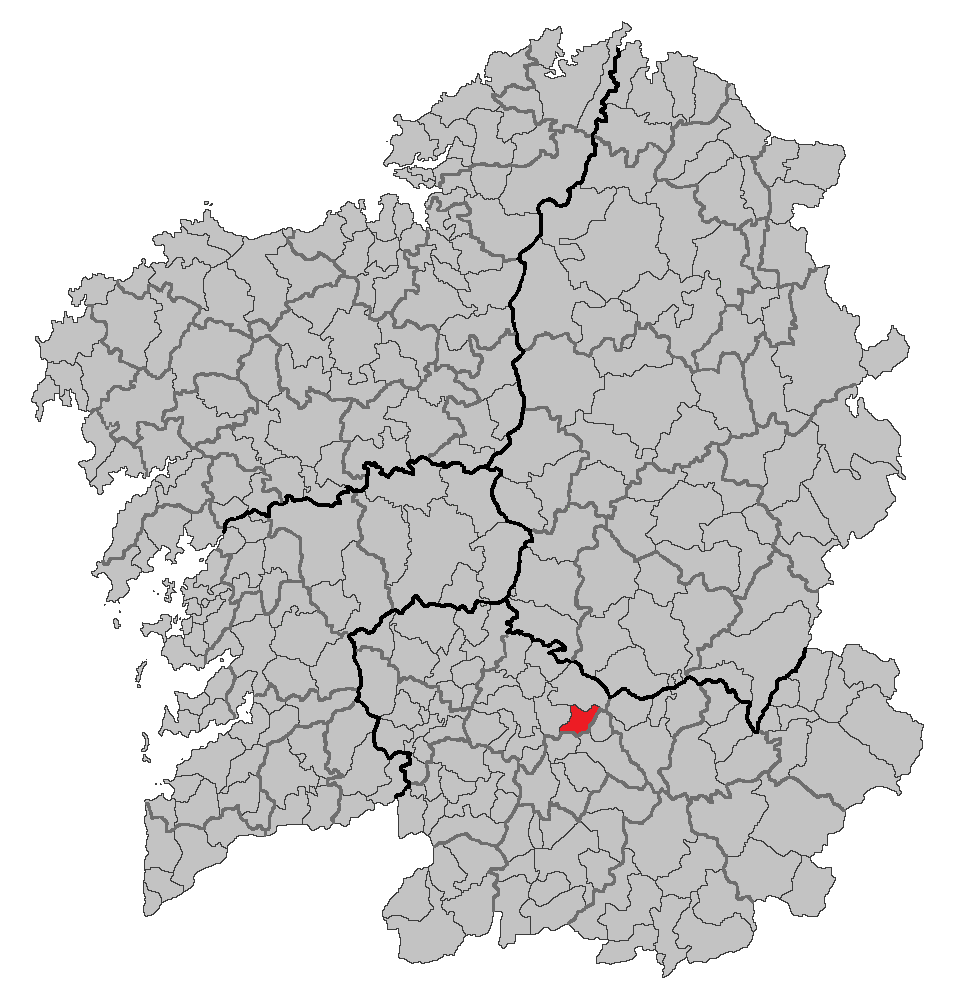

エスゴス（Esgos）はスペイン、ガリシア州、オウレンセ県の自治体。コマルカ・デ・オウレンセとリベイラ・サクラ地区に属する。自治体住民名簿によると2009年の人口は1,234人（2003年：1,318人）。
ガリシア語話者の自治体人口に占める割合は97.02％（2001年）。

## 地理
エスゴスはオウレンセ県の北部に位置し、コマルカ・デ・オウレンセに属する。隣接する自治体は、北はノゲイラ・デ・ラムイン、東はシュンケイラ・デ・エスパダネード、南はマセーダとパデルネ・デ・アジャリス、西はオ・ペレイロ・デ・アギアールである。

### 人口
| エスゴスの人口推移 1900－2010                           |
|                                                         |
| 出典:INE（スペイン国立統計局）1900年 - 1991年、1996年 - |

## 政治
自治体首長はガリシア国民党（PPdeG）のマヌエル・ブランコ・ペレス（Manuel Blanco Pérez）、自治体評議員はガリシア国民党：6、ガリシア民族主義ブロック（BNG）：2、ガリシア社会党（PSdeG-PSOE）：1となっている（2007年の自治体選挙の結果）。

## 名所・史跡
- サン・ペドロ・デ・ロカス修道院（サン・ペドロ・デ・ロチャスとも呼ばれる）。

## 教区
エスゴスは7の教区に分けられる。
- エスゴス（サンタ・マリーア）
- ローニャ・ド・モンテ（サン・サルバドール）
- オス・ペンソス（サン・ペドロ）
- ロカス（サン・ペドロ）
- サンタ・オライア・デ・エスゴス（サンタ・オライア）
- トリオス（サン・ペドロ）
- ビラール・デ・オルデージェス（サンタ・マリーア）